# Análisis no estándar

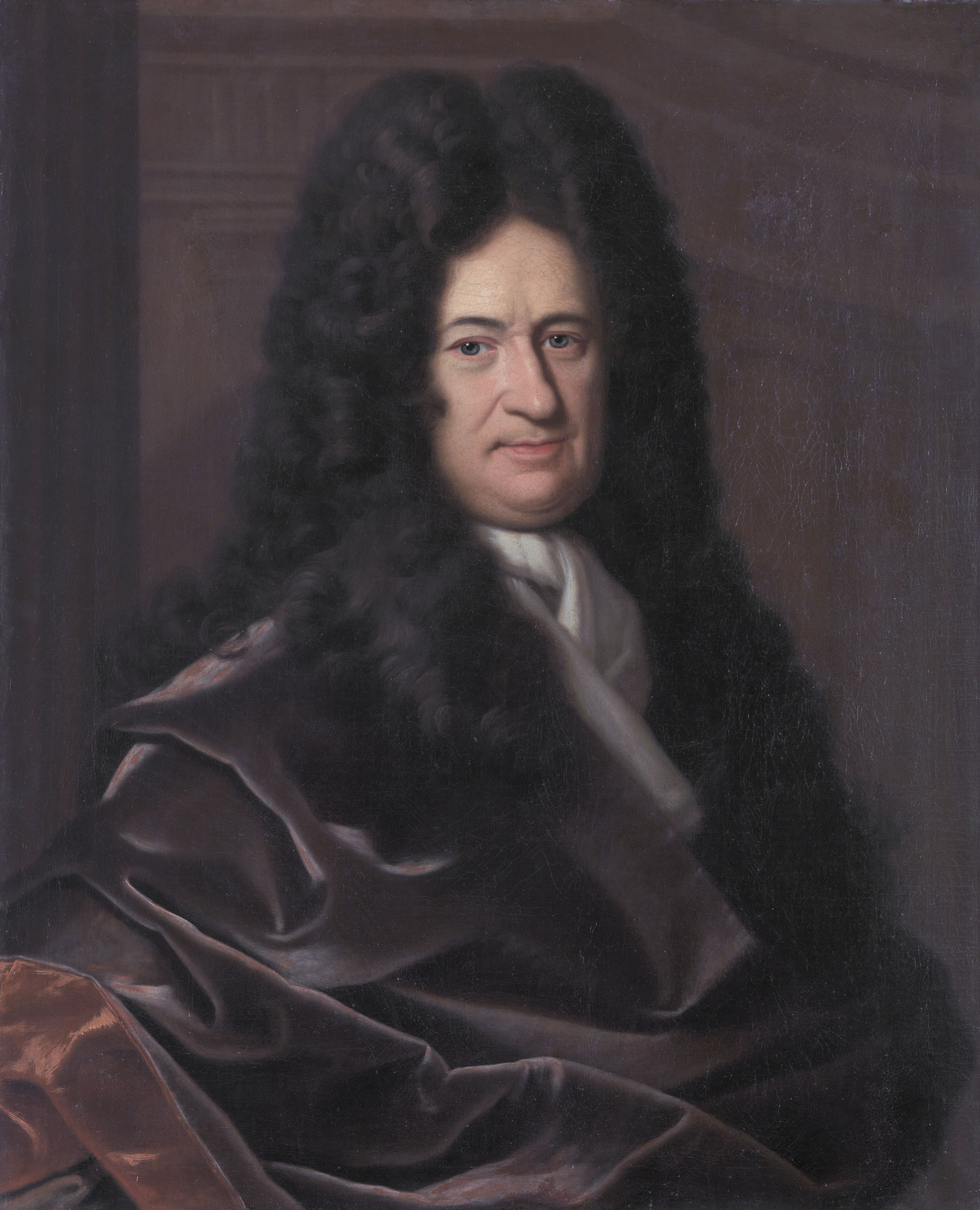
Gottfried Leibniz argumentó que debían introducirse números idealizados que contuvieran infinitesimales

La historia del cálculo está repleta de debates filosóficos sobre el significado y la validez lógica de los números denominados fluxiones o infinitesimales. La forma estándar de resolver estos debates es definir las operaciones de cálculo utilizando procedimientos épsilon-delta en lugar de infinitesimales. El análisis no estándar reformula el cálculo utilizando una noción lógicamente rigurosa de los números infinitesimales.
La técnica del análisis no estándar se originó a principios de la década de 1960, siendo impulsada por el matemático Abraham Robinson, quien escribió:

... la idea de cantidades infinitamente pequeñas o "infinitesimales" parece apelar naturalmente a nuestra intuición. De todos modos, el uso de infinitesimales estuvo muy extendido durante las etapas formativas del Cálculo Diferencial e Integral. En cuanto a la objeción ... de que la distancia entre dos números reales distintos no puede ser infinitamente pequeña, Gottfried Leibniz argumentó que la teoría de los infinitesimales implica la introducción de números ideales que podrían ser infinitamente pequeños o infinitamente grandes en comparación con los números reales, pero que debían "poseer las mismas propiedades que estos últimos".

Robinson argumentó que esta ley de continuidad de Leibniz es un precursor del principio de transferencia, y continuó afirmando que:

Sin embargo, ni él ni sus discípulos y sucesores pudieron dar un desarrollo racional que condujera a un sistema de este tipo. Como resultado, la teoría de los infinitesimales cayó gradualmente en descrédito y finalmente fue reemplazada por la teoría clásica de los límites.

y por último, argumentó que:

... Las ideas de Leibniz pueden ser plenamente reivindicadas y ... conducen a un enfoque novedoso y fructífero del Análisis clásico y de muchas otras ramas de las matemáticas. La clave de nuestro método la proporciona el análisis detallado de la relación entre los lenguajes matemáticos y las estructuras matemáticas que se encuentra en la base de la literatura contemporánea de la teoría de modelos.

En 1973, el intuicionista Arend Heyting elogió curiosamente el análisis no estándar como "un importante modelo estándar de investigación matemática".

## Introducción
Un elemento distinto de cero de un cuerpo ordenado {\displaystyle \mathbb {F} } es infinitesimal si y solo si su valor absoluto es más pequeño que cualquier elemento de {\displaystyle \mathbb {F} } de la forma {\displaystyle {\frac {1}{n}}}, siendo {\displaystyle n} un número natural estándar. Los cuerpos ordenados que tienen elementos infinitesimales también se denominan no arquimedianos. De manera más general, el análisis no estándar es cualquier forma de matemáticas que se base en el modelo no estándar y en el principio de transferencia. Un cuerpo que satisface el principio de transferencia para números reales es un número hiperreal, y el análisis real no estándar utiliza estos cuerpos como "modelos no estándar" de los números reales.
El enfoque original de Robinson se basó en estos modelos no estándar del cuerpo de los números reales. Su libro fundacional clásico sobre el tema Análisis no estándar fue publicado en 1966 y se ha seguido imprimiendo durante muchos años. En la página 88, Robinson escribe:

Thoralf Skolem (1934) descubrió la existencia de modelos aritméticos no estándar. El método de Skolem presagia la construcción de la ultrapotencia [...]

Se deben abordar varios problemas técnicos para desarrollar un cálculo de infinitesimales. Por ejemplo, no es suficiente construir un cuerpo ordenado con infinitesimales. Consúltese el artículo sobre números hiperrales para obtener una discusión sobre algunas de las ideas más relevantes.

## Definiciones básicas
En esta sección se describe uno de los enfoques más simples para definir un cuerpo hiperreal {\displaystyle ^{*}\mathbb {R} }. Sea {\displaystyle \mathbb {R} } el cuerpo de los números reales y {\displaystyle \mathbb {N} } sea el semianillo de los números naturales. Denótese por {\displaystyle \mathbb {R} ^{\mathbb {N} }} el conjunto de secuencias de números reales. Un cuerpo {\displaystyle ^{*}\mathbb {R} } se define como un cociente propio de {\displaystyle \mathbb {R} ^{\mathbb {N} }}, como sigue. Tómese un ultrafiltro {\displaystyle F\subseteq P(\mathbb {N} )} no principal. En particular, {\displaystyle F} contiene un filtro de Fréchet. Considérese un par de secuencias
{\displaystyle u=(u_{n}),v=(v_{n})\in \mathbb {R} ^{\mathbb {N} }}
Se dice que {\displaystyle u} y {\displaystyle v} son equivalentes si coinciden en un conjunto de índices que es miembro del ultrafiltro, o en fórmulas:
{\displaystyle \{n\in \mathbb {N} :u_{n}=v_{n}\}\in F}
El cociente de {\displaystyle \mathbb {R} ^{\mathbb {N} }} por la relación de equivalencia resultante es un cuerpo hiperreal {\displaystyle ^{*}\mathbb {R} }, una situación resumida por la fórmula {\displaystyle ^{*}\mathbb {R} ={\mathbb {R} ^{\mathbb {N} }}/{F}}.

## Motivación
Hay al menos tres puntos de vista para estudiar el análisis no estándar: histórico, pedagógico y técnico.

### Histórico
Gran parte del desarrollo más temprano del cálculo infinitesimal protagonizado por Newton y Leibniz se formuló utilizando expresiones como número infinitesimal o cantidad de fuga. Como se señaló en el artículo sobre números hiperreales, estas formulaciones fueron ampliamente criticadas por George Berkeley y otros filósofos. Fue un desafío desarrollar una teoría del análisis consistente usando infinitesimales y la primera persona en hacerlo de manera satisfactoria fue Abraham Robinson.
En 1958 Curt Schmieden y Detlef Laugwitz publicaron un artículo "Eine Erweiterung der Infinitesimalrechnung" ("Una extensión del cálculo infinitesimal") que proponía la construcción de un anillo que contiene infinitesimales. El anillo se construyó a partir de secuencias de números reales. Dos secuencias se consideraron equivalentes si diferían solo en un número finito de elementos. Las operaciones aritméticas se definieron por elementos. Sin embargo, el anillo construido de esta manera contiene cero divisores y, por lo tanto, no puede ser un cuerpo.

### Pedagógico
H. Jerome Keisler, David Tall y otros educadores sostienen que el uso de infinitesimales es más intuitivo y más fácil de comprender por los estudiantes que la aproximación "épsilon-delta" para los conceptos analíticos. Este enfoque a veces puede proporcionar demostraciones de resultados más fáciles que la correspondiente formulación épsilon-delta. Gran parte de la simplificación proviene de la aplicación de reglas muy sencillas de aritmética no estándar, como sigue:
infinitesimal × finito = infinitesimal
infinitesimal + infinitesimal = infinitesimal
junto con el principio de transferencia mencionado a continuación.
Otra aplicación pedagógica del análisis no estándar es el tratamiento que hace Edward Nelson de la teoría del proceso estocástico.

### Técnico
Se ha realizado algún trabajo reciente en análisis utilizando conceptos de análisis no estándar, particularmente en la investigación de procesos limitantes de estadística y física matemática. Sergio Albeverio y sus colaboradores analizan algunas de estas aplicaciones.

## Enfoques para el análisis no estándar
Hay dos enfoques principales diferentes para el análisis no estándar: el semántico o teoría de modelos; y el enfoque sintáctico. Ambos enfoques se aplican a otras áreas de las matemáticas más allá del análisis, incluida la teoría de números, el álgebra y la topología.
La formulación original de Robinson del análisis no estándar entra en la categoría del "enfoque semántico". Según lo desarrollado en sus artículos, se basa en el estudio de modelos (en particular modelos saturados) de una teoría. Desde que apareció por primera vez el trabajo de Robinson, se ha desarrollado un enfoque semántico más simple (debido a Elias Zakon) utilizando objetos puramente de la teoría de conjuntos llamados superstructuras. En este enfoque, un modelo de una teoría se reemplaza por un objeto llamado una superestructura V(S) sobre un conjunto S. Partiendo de una superestructura V(S) se construye otro objeto *V(S) usando la construcción de ultrapotencia junto con una aplicación V(S) → *V(S) que satisface el principio de transferencia. La aplicación * relaciona propiedades formales de V(S) y de *V(S). Además, es posible considerar una forma más simple de saturación, denominada saturación numerable. Este enfoque simplificado también es más adecuado para matemáticos que no son especialistas en teoría o lógica de modelos.
El enfoque sintáctico requiere mucha menos lógica y teoría de modelos para comprender y utilizar. Este enfoque fue desarrollado a mediados de la década de 1970 por el matemático Edward Nelson, quien introdujo una formulación completamente axiomática del análisis no estándar que llamó teoría de conjuntos internos (TCI). La teoría de conjuntos internos es una extensión de los axiomas de Zermelo-Fraenkel (ZF) en el sentido de que junto con la relación de pertenencia binaria básica ∈, introduce un nuevo predicado unario estándar, que se puede aplicar a elementos del universo matemático junto con algunos axiomas para razonar con este nuevo predicado.
El análisis sintáctico no estándar requiere mucho cuidado al aplicar el principio de formación de conjuntos (formalmente conocido como axioma de comprensión), que los matemáticos generalmente dan por sentado. Como señala Nelson, una falacia en el razonamiento en TCI es la de la formación ilegal de conjuntos. Por ejemplo, no hay ningún conjunto en TCI cuyos elementos sean precisamente los enteros estándar (aquí estándar se entiende en el sentido del nuevo predicado). Para evitar la formación ilegal de conjuntos, solo se deben usar predicados de Zermelo-Fraenkel para definir subconjuntos.
Otro ejemplo del enfoque sintáctico es la teoría de conjuntos alternativa, introducida por Petr Vopěnka, tratando de encontrar axiomas de la teoría de conjuntos más compatibles con el análisis no estándar que los axiomas de Zermelo-Fraenkel.
En 2018 Abdeljalil Saghe propuso un enfoque explícito para construir el campo del análisis no estándar sin usar los ultrafiltros.
En el mismo año de 2018, Anggha Nugraha introdujo otro enfoque para crear lo que denominó análisis infinitesimal ingenuo. Su enfoque se encuentra entre los dos enfoques mencionados anteriormente (enfoques semántico y sintáctico). Semánticamente, propuso un modelo, {\displaystyle \mathbb {R^{Z_{<}}} }, que de alguna manera es una versión simplificada de {\displaystyle \mathbb {^{*}R} }. Sin embargo, no permitió que esto se interpusiera en el camino del objetivo de usar un lenguaje común para hablar tanto de {\displaystyle \mathbb {R^{Z_{<}}} } como de {\displaystyle \mathbb {R} }. Axiomáticamente, también habló de sintaxis. Usó algunos principios que recuerdan a Bell, así como a la microestabilidad. Sin embargo, no tenía ninguna necesidad de distinguir entre conjuntos internos y externos, ya que su estrategia es Fraccionada y Permeada, por lo que no tuvo que preocuparse por las inconsistencias que surgen al combinar los dos puntos de vista. Otra ventaja de usar este enfoque es que funciona de manera razonablemente intuitiva sin atascarse (demasiado) en complicaciones técnicas.

## Libro de Robinson
El libro de Abraham Robinson "Análisis no estándar" se publicó en 1966. Algunos de los temas desarrollados en el libro ya estaban presentes en su artículo de 1961 con el mismo título (Robinson 1961). Además de contener el primer tratamiento completo del análisis no estándar, el libro contiene una sección histórica detallada donde Robinson desafía algunas de las opiniones recibidas sobre la historia de las matemáticas basadas en la percepción del análisis pre-no estándar de los infinitesimales como entidades inconsistentes. Por lo tanto, Robinson defiende la idea de que el teorema de la suma planteada por Augustin Louis Cauchy en su Cours d'Analyse con respecto a la convergencia de una serie de funciones continuas era incorrecta, y propone una interpretación infinitesimal de su hipótesis que da como resultado un teorema correcto.

## Problema del subespacio invariante
Abraham Robinson y Allen Bernstein utilizaron un análisis no estándar para demostrar que cada aplicación lineal polinomialmente compacta en un espacio de Hilbert tiene un subespacio invariante.
Dado un operador T en el espacio de Hilbert H, considérese la órbita de un punto v en H bajo las iteraciones de T. Aplicando Gram–Schmidt se obtiene una base ortonormal (ei) para H. Sea (Hi) la correspondiente secuencia anidada de subespacios de coordenadas de H. La matriz ai,j que expresa T con respecto a (ei) es casi triangular superior, en el sentido de que los coeficientes ai+1,i son los únicos coeficientes subdiagonales distintos de cero. Bernstein y Robinson muestran que si T es polinomialmente compacto, entonces existe un índice hiperfinito w tal que el coeficiente de la matriz aw+1,w es infinitesimal. A continuación, se considera el subespacio Hw de *H. Si y en Hw tiene una norma finita, entonces T(y) está infinitamente cerca de Hw.
Ahora  sea Tw el operador {\displaystyle P_{w}\circ T} que actúa sobre Hw, donde Pw es la proyección ortogonal a Hw. Denótese por q el polinomio tal que q(T) sea compacta. El subespacio Hw es interno de dimensión hiperfinita. Al transferir la triangularización superior de los operadores del espacio vectorial complejo de dimensión finita, existe una base interna ortonormal en un espacio de Hilbert (ek) para Hw donde k va de 1 a w, de modo que cada uno de los correspondientes subespacios de dimensión k Ek es invariante T. Denótese por Πk la proyección al subespacio Ek. Para un vector x distinto de cero de norma finita en H, se puede suponer que q(T)(x) es distinto de cero, o |q(T)(x)| > 1 para fijar ideas. Dado que q(T) es un operador compacto, (q(Tw))(x) está infinitamente cerca de q(T)(x) y, por lo tanto, también se tiene |q(Tw)(x)| > 1. Ahora sea j el mayor índice tal que {\displaystyle |q(T_{w})\left(\Pi _{j}(x)\right)|<{\tfrac {1}{2}}}. Entonces, el espacio de todos los elementos estándar infinitamente cerca de Ej es el subespacio invariante deseado.
Al leer una preimpresión del artículo de Bernstein y Robinson, Paul Halmos reinterpretó su demostración utilizando técnicas estándar. Ambos artículos aparecieron uno tras otro en el mismo número del Pacific Journal of Mathematics. Algunas de las ideas utilizadas en la demostración de Halmos reaparecieron muchos años después en el propio trabajo de Halmos sobre operadores cuasi-triangulares.

## Otras aplicaciones
Se recibieron otros resultados en la línea de reinterpretar o reprobar resultados previamente conocidos. De particular interés es la demostración realizada por Teturo Kamae de la teoría ergódica; o el tratamiento de L. van den Dries y Alex Wilkie del teorema de Gromov sobre grupos de crecimiento polinomial. Larry Manevitz y Shmuel Weinberger también utilizaron el análisis no estándar para probar un resultado en topología algebraica.
Sin embargo, las contribuciones reales del análisis no estándar se encuentran en los conceptos y teoremas que utilizan el nuevo lenguaje extendido de la teoría de conjuntos no estándar. Entre la lista de nuevas aplicaciones en matemáticas hay nuevos enfoques en probabilidad,
hidrodinámica, teoría de la medida, o en análisis armónico y no uniforme.
También hay aplicaciones de análisis no estándar a la teoría de procesos estocásticos, particularmente construcciones del movimiento browniano como caminos aleatorios. Albeverio y otros han dado una excelente introducción a esta área de investigación.

### Aplicaciones al cálculo
Como una aplicación para la educación matemática, H. Jerome Keisler escribió Elementary Calculus: An Infinitesimal Approach. Cubriendo el cálculo no estándar, desarrolla el cálculo diferencial e integral utilizando los números hiperreales, que incluyen elementos infinitesimales. Estas aplicaciones de análisis no estándar dependen de la existencia de la parte estándar de un r hiperreal finito. La parte estándar de r, denominada st(r), es un número real estándar infinitamente cercano a r. Uno de los dispositivos de visualización que utiliza Keisler es el de un microscopio imaginario de aumento infinito para distinguir puntos infinitamente juntos. El libro de Keisler ahora está agotado, pero está disponible gratuitamente en su sitio web; consúltense las referencias incluidas a continuación.

## Crítica
A pesar de la elegancia y el atractivo de algunos aspectos del análisis no estándar, también se han expresado críticas, como las de Errett Bishop, Alain Connes y P. Halmos, como se documenta en crítica del análisis no estándar.

## Marco lógico
Dado cualquier conjunto S, la superestructura sobre un conjunto S es el conjunto V(S) definido por las condiciones
{\displaystyle V_{0}(S)=S,}
{\displaystyle V_{n+1}(S)=V_{n}(S)\cup \wp (V_{n}(S)),}
{\displaystyle V(S)=\bigcup _{n\in \mathbf {N} }V_{n}(S).}
Así, la superestructura sobre S se obtiene partiendo de S e iterando la operación de adjuntar el conjunto potencia de S y tomando la unión de la secuencia resultante. La superestructura sobre los números reales incluye una gran cantidad de estructuras matemáticas: por ejemplo, contiene copias isomórficas de todos los espacios métricos separables y espacios vectoriales topológicos metrizables. Prácticamente todas las matemáticas que le interesan a un analista se desarrollan dentro de V(R).
La vista de trabajo del análisis no estándar es un conjunto *R y una aplicación * : V(R) → V(*R) que satisface algunas propiedades adicionales. Para formular estos principios, primero se establecen algunas definiciones.
Una fórmula posee cuantificación acotada si y solo si los únicos cuantificadores que aparecen en la fórmula tienen un rango restringido sobre conjuntos, es decir, son todos de la forma:
{\displaystyle \forall x\in A,\Phi (x,\alpha _{1},\ldots ,\alpha _{n})}
{\displaystyle \exists x\in A,\Phi (x,\alpha _{1},\ldots ,\alpha _{n})}
Por ejemplo, la fórmula
{\displaystyle \forall x\in A,\ \exists y\in 2^{B},\quad x\in y}
tiene cuantificación limitada, la variable cuantificada universalmente x se extiende sobre A, la variable cuantificada existencialmente y se extiende sobre el conjunto de potencias de B. Por otro lado,
{\displaystyle \forall x\in A,\ \exists y,\quad x\in y}
no tiene cuantificación limitada porque la cuantificación de y no está restringida.

## Conjuntos internos
Un conjunto x es interno si y solo si x es un elemento de *A para algún elemento A de V(R). *A en sí es interno si A pertenece a V(R).
Ahora se formula el marco lógico básico del análisis no estándar:
- Principio de extensión: la aplicación * es la identidad en R.
- Principio de transferencia: para cualquier fórmula P(x1, ..., xn) con cuantificación acotada y con variables libres x1, ..., xn, y para cualquier elemento A1, ..., An de V(R), se mantiene la siguiente equivalencia:

{\displaystyle P(A_{1},\ldots ,A_{n})\iff P(*A_{1},\ldots ,*A_{n})}
- Saturación contable: si {Ak} k ∈ N es una secuencia decreciente de conjuntos internos no vacíos, con k sobre los números naturales, entonces

{\displaystyle \bigcap _{k}A_{k}\neq \emptyset }
Se puede demostrar con ultraproductos que tal aplicación * existe. Los elementos de V(R) se denominan estándar. Los elementos de *R se denominan números hiperreales.

## Consecuencias principales
El símbolo {\displaystyle ^{*}\mathbb {N} } denota los números naturales no estándar. Por el principio de extensión, este es un superconjunto de {\displaystyle \mathbb {N} }. El conjunto {\displaystyle ^{*}\mathbb {N} -\mathbb {N} } no está vacío. Para ver esto, aplíquese saturación contable a la secuencia de conjuntos internos
{\displaystyle A_{n}=\{k\in {^{*}\mathbb {N} }:k\geq n\}}
La secuencia {\displaystyle \{A_{n}\}_{n\in \mathbb {N} }} tiene una intersección no vacía, lo que demuestra el resultado.
Se comienza con algunas definiciones: los números hiperreales r y s son infinitamente cercanos si y solo si
{\displaystyle r\sim s\iff \forall \theta \in \mathbb {R} ^{+},\ |r-s|\leq \theta }
Un r hiperreal es infinitesimal si y solo si está infinitamente cerca de 0. Por ejemplo, si n es un número hiperentero, es decir, un elemento de {\displaystyle ^{*}\mathbb {N} -\mathbb {N} }, entonces 1/n es un infinitesimal. Un r hiperreal es limitado (o finito) si y solo si su valor absoluto está dominado por (es menor que) un número entero estándar. Los hiperreales limitados forman un subanillo de {\displaystyle ^{*}\mathbb {R} } que contiene a los reales. En este anillo, los hiperreales infinitesimales son un ideal.
El conjunto de hiperreal limitado o el conjunto de los hiperreales infinitesimales son subconjuntos externos de {\displaystyle V(^{*}\mathbb {R} )}; lo que esto significa en la práctica es que la cuantificación acotada, donde el límite es un conjunto interno, nunca se extiende por encima de estos conjuntos.
Ejemplo: El plano (x, y) con el rango x y y sobre {\displaystyle \mathbb {R} } es interno y es un modelo de geometría euclidiana plana. El plano con x y y restringido a valores limitados (análogo al plano de Dehn) es externo, y en este plano limitado se viola el postulado del paralelismo. Por ejemplo, cualquier línea recta que pase por el punto (0, 1) en el eje y y que tenga una pendiente infinitesimal es paralela al eje x.
Teorema. Para cualquier r hiperreal limitado existe un único real estándar denotado como {\displaystyle st(r)} infinitamente cercano a r. La aplicación st es un homomorfismo de anillo del anillo de los hiperreales limitado a {\displaystyle \mathbb {R} }.
La aplicación {\displaystyle st} también es externa.
Una forma de pensar en la parte estándar de un hiperreal es en términos de cortes de Dedekind; cualquier s hiperreal limitado define un corte considerando el par de conjuntos (L, U) donde L es el conjunto de racionales estándar a menor que s y U es el conjunto de racionales estándar b mayor que s. Se puede ver que el número real correspondiente a (L, U) satisface la condición de ser la parte estándar de s.
Una caracterización intuitiva de la continuidad es la siguiente:
Teorema: Una función de valor real f en el intervalo [a, b] es continua si y solo si para cada x hiperreal en el intervalo *[a, b], se tiene: *f(x) ≅ *f(st(x)).
(consúltese microcontinuidad para obtener más detalles). De forma similar,
Teorema: Una función de valor real f es diferenciable respecto al valor real x si y solo si para cada número hiperreal infinitesimal h, el valor
{\displaystyle f'(x)=\operatorname {st} \left({\frac {{^{*}f}(x+h)-{^{*}f}(x)}{h}}\right)}
existe y es independiente de h. En este caso, f′(x) es un número real y es la derivada de f en x.

## κ-saturación
Es posible mejorar la saturación permitiendo que se crucen colecciones de cardinalidad más alta. Un modelo es κ-saturado si siempre que {\displaystyle \{A_{i}\}_{i\in I}} es una colección de conjuntos internos con la propiedad de la intersección finita e {\displaystyle |I|\leq \kappa },
{\displaystyle \bigcap _{i\in I}A_{i}\neq \emptyset }
Esto es útil, por ejemplo, en un espacio topológico X, donde se puede requerir la saturación de |2X| para asegurar que la intersección de una base de entornos estándar no esté vacía.
Para cualquier κ cardinal, se puede construir una extensión saturada de κ.